# Megachile bilobata
Megachile bilobata är en biart som beskrevs av Heinrich Friese 1915. Megachile bilobata ingår i släktet tapetserarbin, och familjen buksamlarbin. Inga underarter finns listade i Catalogue of Life.